# Маріано Фальчінеллі Антоніаччі
Маріано Фальчінеллі Антоніаччі OSBCas (італ. Mariano Falcinelli Antoniacci; 16 листопада 1806, Ассізі — 29 травня 1874, Рим) — італійський римо-католицький архиєпископ, бенедиктинець, папський дипломат, кардинал.

## Життєпис
Народився в родині провінційної шляхти. Його батько, Джованні Баттіста, був гонфалоньєром в Ассізі з 1841 року. При хрещенні його назвали Лоренцо Бальдассарре Луїджі. У 18 років вступив до бенедиктинського монастиря св. Петра в Ассізі. 18 грудня 1825 року в абатстві св. Павла за мурами в Римі склав чернечі обіти, прийняв ім'я Маріано і став членом Ордену Святого Бенедикта конгрегації Монте-Кассіно.
Після закінчення філософсько-богословських студій 13 червня 1829 року у базиліці св. Йоана Латеранського отримав священничі свячення. Продовжив навчання і 1834 року отримав докторський ступінь з філософії і богослов'я. З 1834 року — другий магістр новіціяту.
У 1840 році став абатом Фарфи. Потім також був канцлером бенедиктинської конгрегації Монте-Кассіно, абатом абатства св. Петра в Ассізі та настоятелем монастиря св. Павла за мурами.

## Єпископ
7 березня 1853 року папа Пій IX призначив його єпископом Форлі. 17 квітня 1853 року в базиліці св. Павлf за мурами отримав єпископські свячення від префекта Священної Конгрегації Єпископів і Монахів, кардинала Ґабріеле делла Ґенґа Серматтеї. Співсвятителями були архиєпископ in partibus infidelium Іконії Антоніо Ліджі-Буссі OFMConv та папський ризничий єпископ Джузеппе Марія П'єтро Рафаеле Кастеллані OESA.
14 грудня 1857 року папа Пій IX призначив єпископа Маріано Фальчінеллі Антоніаччі апостольським інтернунцієм у Бразилії, а 21 грудня 1857 року — архиєпископом in partibus infidelium Афін. У Бразилії він зосередився на відродженні народних місій і успішно боровся проти законопроекту про цивільні шлюби.
14 серпня 1863 року Папа перевів його на посаду апостольського нунція в Австро-Угорщині. У Відні він домагався дотримання положень конкордату з помірним успіхом. Йому не вдалося переконати імператора Франца-Йосифа I втрутитися військовим шляхом на захист Папської області, оскільки імперія Габсбургів не була готова до конфлікту ні у військовому, ні у фінансовому плані.

## Кардинал
У 1873 році хвороба значно обмежила інтелектуальні здібності нунція Фальчінеллі Антоніаччі. У цій ситуації було вирішено звільнити його, згідно з прийнятою практикою звільнення нунціїв найважливіших нунціатур, надавши йому кардинальський титул.
22 грудня 1873 року він отримав кардинальський капелюх від Пія IX. Того ж дня він офіційно завершив свою місію нунція у Відні. 4 травня 1874 року прийняв титулярну церкву Сан-Марчелло-аль-Корсо. Незабаром, 29 травня 1874 року, він помер. Оскільки він помер під час понтифікату папи, який зробив його кардиналом, то ніколи не брав участі в конклаві. Кардинал Маріано Фальчінеллі Антоніаччі був тимчасово похований на кладовищі Кампо Верано, а пізніше його останки були перенесені в сімейну гробницю на кладовищі в Ассізі.

## Нагороди
- Кавалер Великого хреста Королівського угорського ордена Святого Стефана (1874)[2]